# Bassus tayulingensis
Bassus tayulingensis är en stekelart som beskrevs av Chou och Michael J. Sharkey 1989. Bassus tayulingensis ingår i släktet Bassus och familjen bracksteklar. Inga underarter finns listade.